# Margaret Morton
Margaret Morton (29 de janeiro de 1968) é uma ex-curler escocesa. Foi campeã olímpica em Salt Lake City 2002.